# Flying J
Flying J ist ein US-amerikanisches Unternehmen mit Firmensitz in Ogden, Utah. Das Unternehmen betreibt Tankstellen in den Vereinigten Staaten und ist der größte Anbieter von Dieselkraftstoff. Des Weiteren bietet das Unternehmen im Rahmen seines Tankstellennetzwerkes Serviceleistungen in den Bereichen Versicherungen, Telekommunikation, Finanzgeschäfte und Fahrzeugreparaturen an. Gegründet wurde das Unternehmen von O. Jay Call 1968. Der Gründer starb 2003 bei einem Flugzeugunglück. Im Unternehmen sind rund 15.900 Mitarbeiter (Stand: 2009) beschäftigt. Das Unternehmen gehört nach Angaben des Magazins Forbes zu den 20 größten, nicht börsennotierten Unternehmen in den Vereinigten Staaten.
Das Unternehmen hat am 22. Dezember 2008 einen Insolvenzantrag nach "Chapter 11" gestellt. Die Realisierung der in Deutschland (u. a. an der A 7 bei Evendorf im Landkreis Harburg) geplanten Autohöfe ("Travel Plazas") ist damit fraglich.
Im Jahr 2010 ging die Firma in Pilot Flying J auf.